# Elio Presazzi
Elio Presazzi (7 marzo 1956) è un allenatore di sci alpino ed ex sciatore alpino italiano.

## Biografia
Sciatore polivalente originario di Caspoggio, Presazzi fece parte della nazionale italiana negli anni 1970; agli Europei juniores di Jasná 1974 vinse la medaglia di bronzo nello slalom speciale. Gareggiò in Coppa del Mondo almeno fino al 1976, senza ottenere piazzamenti di rilievo, e non prese parte a rassegne olimpiche o iridate. Dopo il ritiro è divenuto allenatore nei quadri della Federazione italiana sport invernali, occupandosi prevalentemente del settore femminile del Comitato Alpi Centrali.

## Palmarès

### Europei juniores
- 1 medaglia[3]:
  - 1 bronzo (slalom speciale a Jasná 1974)